# Javra tricincta
Javra tricincta là một loài tò vò trong họ Ichneumonidae.